# アンドレとウォーリーB.の冒険
『アンドレとウォーリーB.の冒険』（アンドレとウォーリービーのぼうけん、原題：The Adventures of André and Wally B.）は、1984年公開のアメリカ合衆国の短編アニメーション映画。

## 概要
本作はピクサー・アニメーション・スタジオの前身であるルーカスフィルムのCG部門が製作した作品だが、製作に関わったスタッフの多くが後にピクサーに移ったため、第1作目のピクサー短編作品として扱われている。
アメリカで2007年11月6日、日本で2008年11月7日に発売された「ピクサー・ショート・フィルム＆ピクサー・ストーリー 完全保存版」に収録されている。

## あらすじ
木立の中で昼寝をしていたアンドレが目を覚ますと、目の前にはハチのウォーリーB.がいた。アンドレはなんとかウォーリーB.の注意をそらしてその場を去るも、ウォーリーB.に気付かれた挙句追い回される。ウォーリーB.は笑顔のままアンドレから去っていくが、去り際にアンドレから帽子を投げつけられるのだった。

## 上映
本作は1984年7月25日にミネアポリスで開催されたSIGGRAPHにて初めて上映された。ただし、この時上映されたものは一部シーンが未完成で、完成版は同年8月17日にトロントで上映された。

## テレビ放映
日本では、フジテレビの単発番組『TV's TV』（1987年3月14日放映）のコーナーとして放送された。